# Vramsåns mynning
Vramsåns mynning är ett naturreservat i Kristianstads kommun i Skåne län.
Området är naturskyddat sedan 2012 och är 102 hektar stort. Reservatet omger Vramsåns mynning och består av strandängar.